# Bucht von Hera
Die Bucht von Hera liegt an der Straße von Wetar, an der Nordküste der Insel Timor.

## Geographie

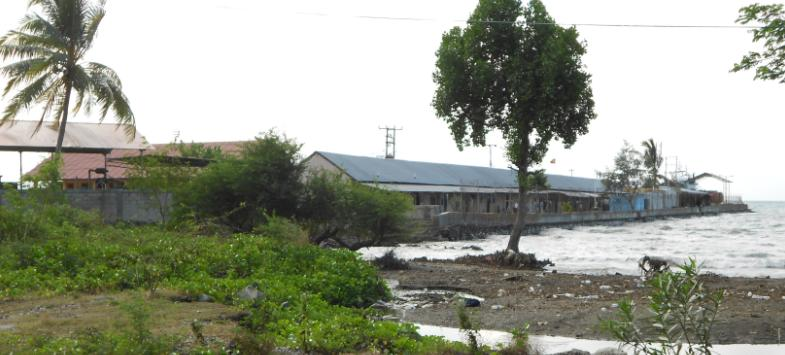
Hafen von Hera

Die Bucht von Hera befindet sich in der osttimoresischen Gemeinde Dili, östlich der gleichnamigen Landeshauptstadt. Die Bucht gehört zum Suco Hera (Verwaltungsamt Cristo Rei). Im Westen wird sie durch den Ponta Séri Tútun begrenzt, im Osten durch den Ponta Hatomanulaho. Als weiteres Kap ragt der Foho Cafraulun in die Bucht hinein. Der Hahic, der nur in der Regenzeit Wasser führt, mündet in die Bucht.
Größter Ort in der Bucht ist Hera, zwischen Hahic und Foho Cafraulun. Hier befindet sich ein großes Kraftwerk zur Stromversorgung von Dili und der Hauptstützpunkt der Marine Osttimors.